# Tissapherne
Sauf précision contraire, les dates de cet article sont sous-entendues « avant l'ère commune » (AEC), c'est-à-dire « avant Jésus-Christ ».
 (novembre 2018).
Si vous disposez d'ouvrages ou d'articles de référence ou si vous connaissez des sites web de qualité traitant du thème abordé ici, merci de compléter l'article en donnant les références utiles à sa vérifiabilité et en les liant à la section « Notes et références ».
Tissapherne († 395) est un satrape de l'Empire perse.

## Nom
Tissapherne (vieux perse : Čiçafarnāʰ, Kizzapherñā ou Zisapherñā, grec ancien : Τισσαφέρνης) signifie « éclatante splendeur ».

## Biographie
Satrape en 413 de Lydie et de Carie, il redoute la puissance de la cité de Sparte et, sur les conseils d'Alcibiade, tente en vain de dissuader Darius II de soutenir Sparte contre Athènes.
Pour la possession des villes grecques d'Ionie, il entre en conflit avec Cyrus le Jeune (devenu, par la volonté de sa mère Parysatis, satrape de Lydie, Phrygie et Cappadoce en 407). Il s'empare de Milet, ce qui contribua en partie à la révolte de Cyrus le Jeune contre son frère Artaxerxès II.
Tissapherne prend une part décisive à la bataille de Counaxa en 401 où Cyrus le Jeune est tué. Des négociations s'engagent alors entre Tissapherne et les mercenaires grecs de Cyrus. Tissapherne s'engage à les mener vers le Pont-Euxin mais fait assassiner leur chef Cléarque lors d'un banquet. C'est après cet évènement que Xénophon dirige la retraite de ces mercenaires qu'il va décrire dans l'Anabase.
Tissapherne épouse une des filles d'Artaxerxès II et s'attaque ensuite aux autres villes d'Ionie. Il entre en conflit avec Sparte et est vaincu, sur les bords du Pactole en 395 par Agésilas II.

## Mort
La défaite du Pactole face à Agésilas est le prétexte qu'attendait la reine-mère Parysatis pour venger son fils préféré. Elle accuse Tissapherne de trahison et de ce fait il est exécuté à Colosses, en Phrygie.